# Corynascidia herdmani
Corynascidia herdmani är en sjöpungsart som beskrevs av Friedrich Ritter 1913. Corynascidia herdmani ingår i släktet Corynascidia och familjen högermagade sjöpungar. Inga underarter finns listade i Catalogue of Life.